# 城市建造遊戲

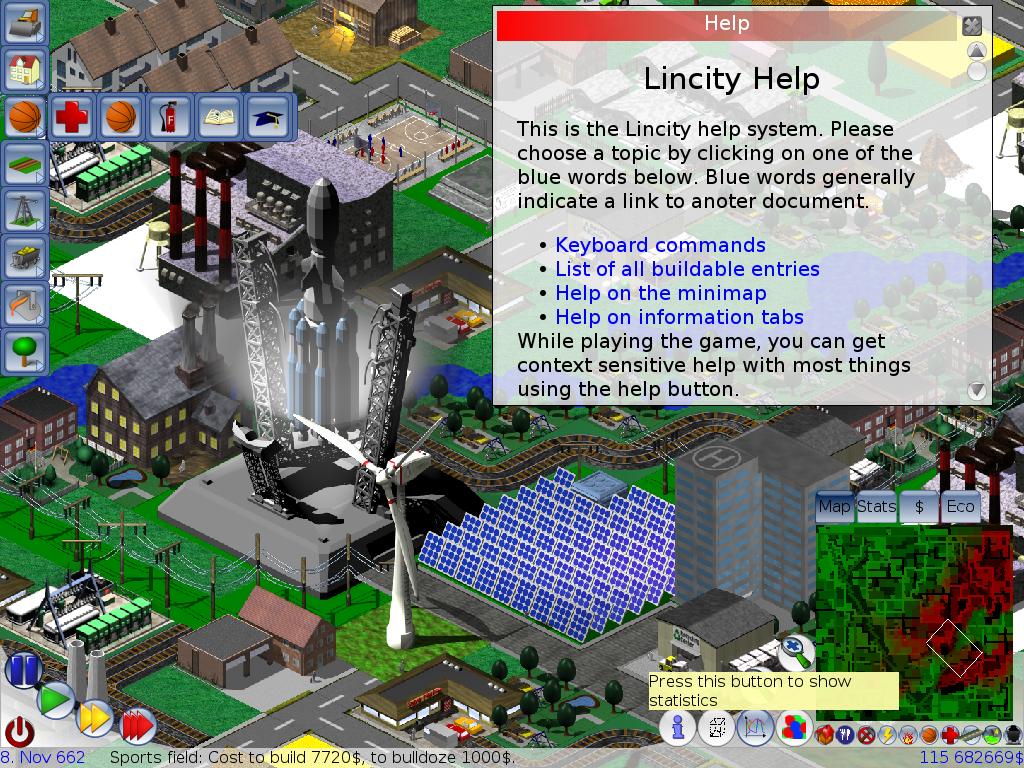
一款城市建造遊戲《Lincity》的遊戲畫面

城市建造遊戲是一種模擬類型的電子遊戲，玩家扮演城市總體規劃與領導者的角色，以俯視的視角觀覽城市，並負責城市的經營發展與管理。玩家僅控制建築配置與城市特色管理（例如政府員工薪資以及優先事業），而城市將會依照玩家的規劃管理發展。
著名的城市建造遊戲包括《模擬城市》和《超級大城市》等作品，它們也被認為是一種建造與經營模擬遊戲。

## 歷史
當代的城市建造遊戲始於1989年的《模擬城市》，該遊戲著重於持續建造城市，而非達成一個預設的勝利目標。玩家依個人偏好進行設計使城市成長。以預算正向平衡以及市民的對玩家的滿意度作為玩家成功的指標。《模擬城市》在暢銷並受到玩家歡迎後，陸續推出包括《模擬城市4》等多款續作。
1982年在Intellivision平台上推出的《烏托邦》（Utopia）是第一款模擬遊戲，該作品包含了許多與《模擬城市》類似的要素，但表現手法受限於當年的螢幕解析度。與數年後《模擬城市》地圖中包含上千個空白的「方格」不同，《烏托邦》只有約12個左右的「可建造」空間，玩者可在其中放置學校、工廠和其它建築。玩家的得分高低取決於遊戲中人民的生活品質。
1993年推出的《凱薩大帝》（Caesar）為城市建造遊戲帶來了第二波高峰，該作品的背景設定在古羅馬時代，玩者可建造導水橋和道路等古代的城市基礎設施。之後《城市建造系列》陸續推出多款遊戲，每一款作品都以古代文明作為背景。
同樣在1993推出的個人電腦遊戲《要塞》（Stronghold）主打「當《模擬城市》在3D世界中遇到《龍與地下城》。精靈、人類和矮人各自在玩者的城鎮裡建造屬於自己的區域。當敵人攻擊城市時，遊戲也加入了即時戰略的要素，而城市建造和即時戰略遊戲之間的界線也在許多其他的混合作品中變得模糊。

## 主要城市建造遊戲

### 現代背景
- 《模擬城市》系列（1989年－至今）
- 《Lincity》（1999年）
- 《城市百分百：新世紀》（2002年）
- 《王者世紀》（2004年）
- 《城市生活》（2006年）
- 《城市大亨：紐約》（2006年）
- 《OpenCity》（2008年）
- 《超級大城市》（2009年－至今）
- 《大航海世紀 2070》（2011年）
- 《A列車系列》（1985年－至今）
- （2015年）
- 《城市百分百》
- 《工人和资源：苏维埃共和国》（2019年）
- 《TheoTown》(2019年)
- 《Highrise City》先行體驗版 (2022年)

### 歷史背景
- 《凱撒大帝（英语：Caesar (video game)）》系列（1992年－2006年）
- 《法老王（英语：Pharaoh (video game)）》系列（1999年－2000年）
- 《宙斯（英语：Zeus: Master of Olympus）》（2000年）
- 《皇帝：龙之崛起》（2002年）
- 《不朽之都：尼罗河的儿女》（2004年）
- 放逐之城
- 《王国与城堡》（2017年）

### 跨背景
- 《海岛大亨》系列（2001年－至今）